# Champdolent
Champdolent är en kommun i departementet Charente-Maritime i regionen Nouvelle-Aquitaine i västra Frankrike. Kommunen ligger  i kantonen Saint-Savinien som ligger i arrondissementet Saint-Jean-d'Angély. År 2022 hade Champdolent 419 invånare.

## Befolkningsutveckling
Antalet invånare i kommunen Champdolent
Referens:INSEE